# São João Carioca
São João Carioca é um álbum conjunto dos cantores brasileiros Elba Ramalho e Gilberto Gil, lançado em 2012 em CD e DVD.
O álbum foi produzido a partir do projeto "São João Carioca", criado pela Rede Globo no Rio de Janeiro, e gravado na segunda edição da festa, em 12 de junho de 2011, na Quinta da Boa Vista, na cidade do Rio de Janeiro, para um público de 200 mil pessoas. Participam como convidados os cantores Dominguinhos, Thiaguinho, Péricles, Alcione, Caetano Veloso, Geraldo Azevedo e Gusttavo Lima.

## Faixas

### CD
| N.º | Título                                                            | Compositor(es) | Vocal principal                                                     | Duração |  |
| 1.  | "Olha Pro Céu"                                                    | Luiz Gonzaga, José Fernandes                                                                                            | Elba Ramalho e Gilberto Gil                                         |         |  |
| 2.  | "Anunciação"                                                      | Alceu Valença | Elba Ramalho                                                        |         |  |
| 3.  | "Pot-pourri: Na Base da Chinela / Qui Nem Giló / Baião"           | "Na Base da Chinela": Rosil Cavalcanti, Jackson do Pandeiro / "Qui Nem Giló" e "Baião": Luiz Gonzaga, Humberto Teixeira | Elba Ramalho e Gilberto Gil                                         |         |  |
| 4.  | "Pot-pourri: Festa do Interior / Pagode Russo / Onde Tu Tá Neném" | Moraes Moreira, Abel Silva / Luiz Gonzaga, João Silva / Luís Bandeira                                                   | Elba Ramalho e Gilberto Gil                                         |         |  |
| 5.  | "Procurando Tu"                                                   | Antonio Barros, J. Luna                                                                                                 | Elba Ramalho e Gilberto Gil (part. especial: Thiaguinho e Péricles) |         |  |
| 6.  | "Esperando na Janela"                                             | Targino Gondim, Manuca Almeida, Raimundinho do Acordeon                                                                 | Gilberto Gil                                                        |         |  |
| 7.  | "De Volta Pro Aconchego"                                          | Dominguinhos, Nando Cordel                                                                                              | Elba Ramalho (part. especial: Dominguinhos)                         |         |  |
| 8.  | "Gostoso Demais"                                                  | Dominguinhos, Nando Cordel                                                                                              | Elba Ramalho (part. especial: Dominguinhos)                         |         |  |
| 9.  | "Eu Só Quero Um Xodó"                                             | Dominguinhos, Anastácia                                                                                                 | Elba Ramalho e Gilberto Gil (part. especial: Dominguinhos)          |         |  |
| 10. | "Espumas Ao Vento"                                                | Accioly Neto | Elba Ramalho (part. especial: Gusttavo Lima)                        |         |  |
| 11. | "Sabiá"                                                           | Luiz Gonzaga, Zé Dantas                                                                                                 | Elba Ramalho e Gilberto Gil (part. especial: Geraldo Azevedo)       |         |  |
| 12. | "Pisa na Fulô"                                                    | João do Vale, Ernesto Pires, Silveira Jr.                                                                               | Elba Ramalho e Gilberto Gil (part. especial: Alcione)               |         |  |
| 13. | "Cajuína"                                                         | Caetano Veloso | Elba Ramalho (part. especial: Caetano Veloso)                       |         |  |
| 14. | "Pout-pourri: São João Carioca / Frevo Mulher"                    | Gilberto Gil, Nando Cordel / Zé Ramalho                                                                                 | Elba Ramalho e Gilberto Gil                                         |         |  |

### DVD
| N.º | Título                                                            | Compositor(es) | Vocal principal                                                     | Duração |  |
| 1.  | "Olha Pro Céu"                                                    | Luiz Gonzaga, José Fernandes                                                                                            | Elba Ramalho e Gilberto Gil                                         |         |  |
| 2.  | "Anunciação"                                                      | Alceu Valença | Elba Ramalho                                                        |         |  |
| 3.  | "Pot-pourri: Na Base da Chinela / Qui Nem Giló / Baião"           | "Na Base da Chinela": Rosil Cavalcanti, Jackson do Pandeiro / "Qui Nem Giló" e "Baião": Luiz Gonzaga, Humberto Teixeira | Elba Ramalho e Gilberto Gil                                         |         |  |
| 4.  | "Pot-pourri: Festa do Interior / Pagode Russo / Onde Tu Tá Neném" | Moraes Moreira, Abel Silva / Luiz Gonzaga, João Silva / Luís Bandeira                                                   | Elba Ramalho e Gilberto Gil                                         |         |  |
| 5.  | "Procurando Tu"                                                   | Antonio Barros, J. Luna                                                                                                 | Elba Ramalho e Gilberto Gil (part. especial: Thiaguinho e Péricles) |         |  |
| 6.  | "Esperando na Janela"                                             | Targino Gondim, Manuca Almeida, Raimundinho do Acordeon                                                                 | Gilberto Gil                                                        |         |  |
| 7.  | "Minha Princesa Cordel"                                           | Gilberto Gil | Elba Ramalho e Gilberto Gil                                         |         |  |
| 8.  | "Pot-pourri: A Vida do Viajante / Homem Com H"                    | Luiz Gonzaga, Hervé Cordovil / Antônio Barros                                                                           | Elba Ramalho                                                        |         |  |
| 9.  | "De Volta Pro Aconchego"                                          | Dominguinhos, Nando Cordel                                                                                              | Elba Ramalho (part. especial: Dominguinhos)                         |         |  |
| 10. | "Gostoso Demais"                                                  | Dominguinhos, Nando Cordel                                                                                              | Elba Ramalho (part. especial: Dominguinhos)                         |         |  |
| 11. | "Eu Só Quero Um Xodó"                                             | Dominguinhos, Anastácia                                                                                                 | Elba Ramalho e Gilberto Gil (part. especial: Dominguinhos)          |         |  |
| 12. | "Espumas Ao Vento"                                                | Accioly Neto | Elba Ramalho (part. especial: Gusttavo Lima)                        |         |  |
| 13. | "Sabiá"                                                           | Luiz Gonzaga, Zé Dantas                                                                                                 | Elba Ramalho e Gilberto Gil (part. especial: Geraldo Azevedo)       |         |  |
| 14. | "Moça Bonita"                                                     | Geraldo Azevedo, Capinan                                                                                                | Geraldo Azevedo                                                     |         |  |
| 15. | "Riacho do Navio"                                                 | Luiz Gonzaga, Zé Dantas                                                                                                 | Elba Ramalho e Gilberto Gil (part. especial: Geraldo Azevedo)       |         |  |
| 16. | "Forró do Xenhenhém"                                              | Cecéu | Elba Ramalho e Gilberto Gil (part. especial: Alcione)               |         |  |
| 17. | "Pisa na Fulô"                                                    | João do Vale, Ernesto Pires, Silveira Jr.                                                                               | Elba Ramalho e Gilberto Gil (part. especial: Alcione)               |         |  |
| 18. | "Cajuína"                                                         | Caetano Veloso | Elba Ramalho (part. especial: Caetano Veloso)                       |         |  |
| 19. | "Noites Brasileiras"                                              | Luiz Gonzaga, Zé Dantas                                                                                                 | Elba Ramalho e Gilberto Gil (part. especial: Caetano Veloso)        |         |  |
| 20. | "São João, Xangô Menino"                                          | Gilberto Gil, Caetano Veloso                                                                                            | Gilberto Gil (part. especial: Geraldo Azevedo)                      |         |  |
| 21. | "É Só Você Querer"                                                | Nando Cordel | Elba Ramalho (part. especial: Cezzinha Thomaz)                      |         |  |
| 22. | "Pout-pourri: São João Carioca / Frevo Mulher"                    | Gilberto Gil, Nando Cordel / Zé Ramalho                                                                                 | Elba Ramalho e Gilberto Gil                                         |         |  |

## Músicos participantes
- José Américo Bastos: teclados
- Ney Conceição: baixo
- Marcos Arcanjo: guitarra e violão
- Sérgio Chiavazzoli: guitarra, guitarra baiana, banjo, bandolim, cavaquinho e viola de 12
- Serginho Machado: bateria
- Anjo Caldas: percussão
- Durval: zabumba
- Cezzinha Thomaz: acordeon
- Gilberto Pontes: sax
- Nilson Amarante: trombone
- Enok Chagas: trompete